# Химчин
Хи́мчин (укр. Хімчин), ранее Хымчин — село в Рожновской сельской общине Косовского района Ивано-Франковской области Украины.
Население по переписи 2001 года составляло 3245 человек. Занимает площадь 60 км². Почтовый индекс — 78632. Телефонный код — 03478.